# Thyridopteryx ephemeraeformis
Thyridopteryx ephemeraeformis är en fjärilsart som beskrevs av Adrian Hardy Haworth 1803. Thyridopteryx ephemeraeformis ingår i släktet Thyridopteryx och familjen säckspinnare. Inga underarter finns listade i Catalogue of Life.

## Bildgalleri

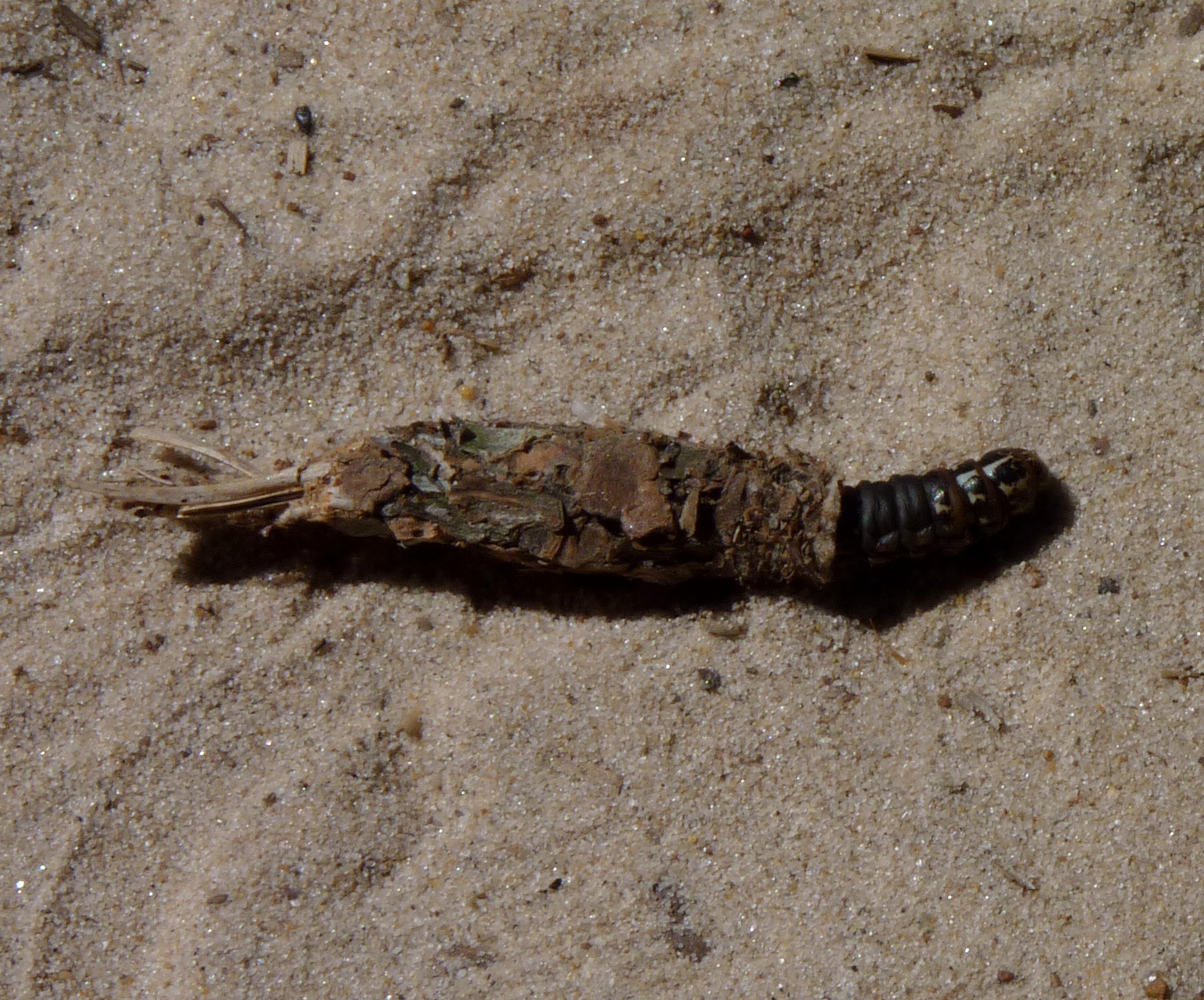
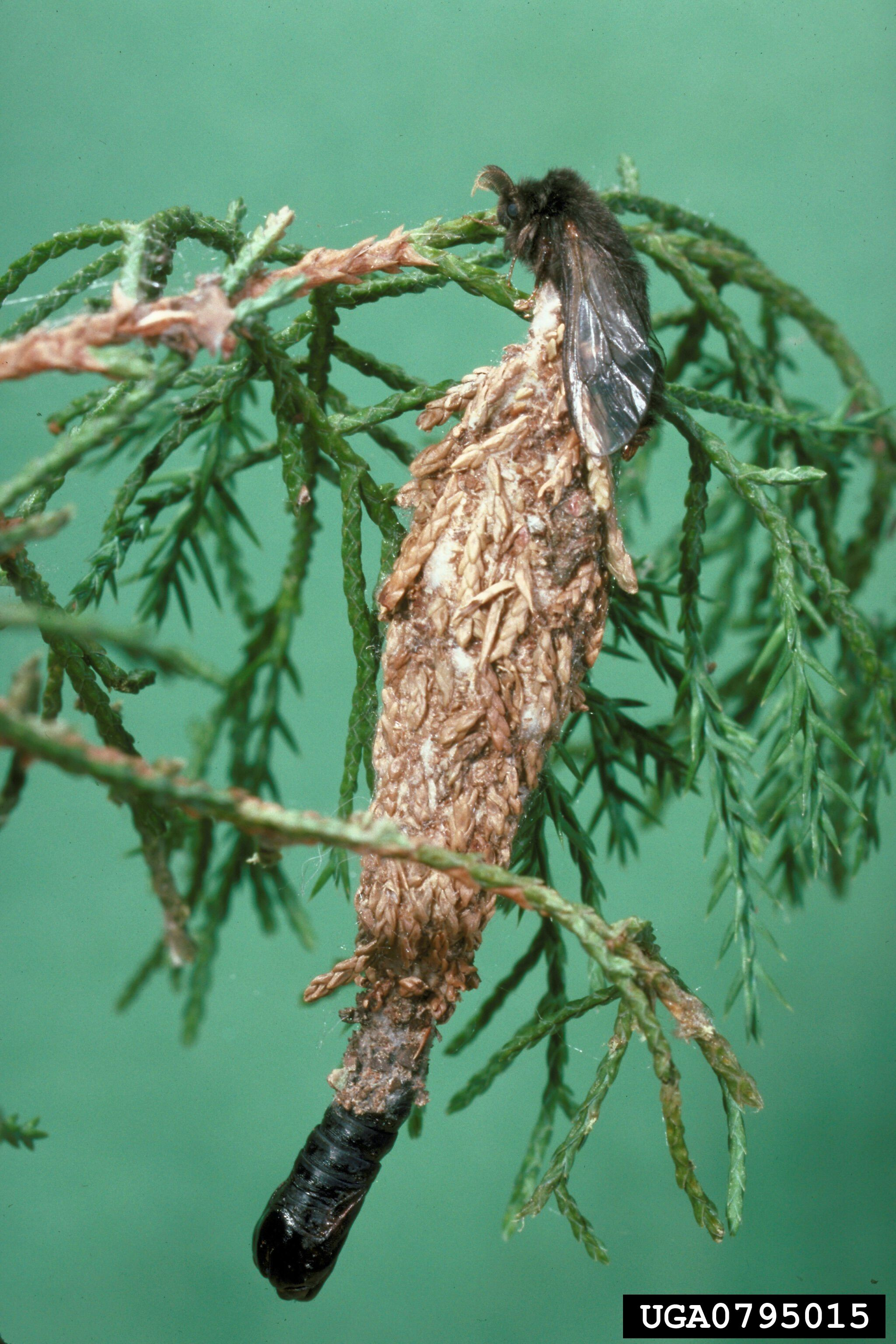
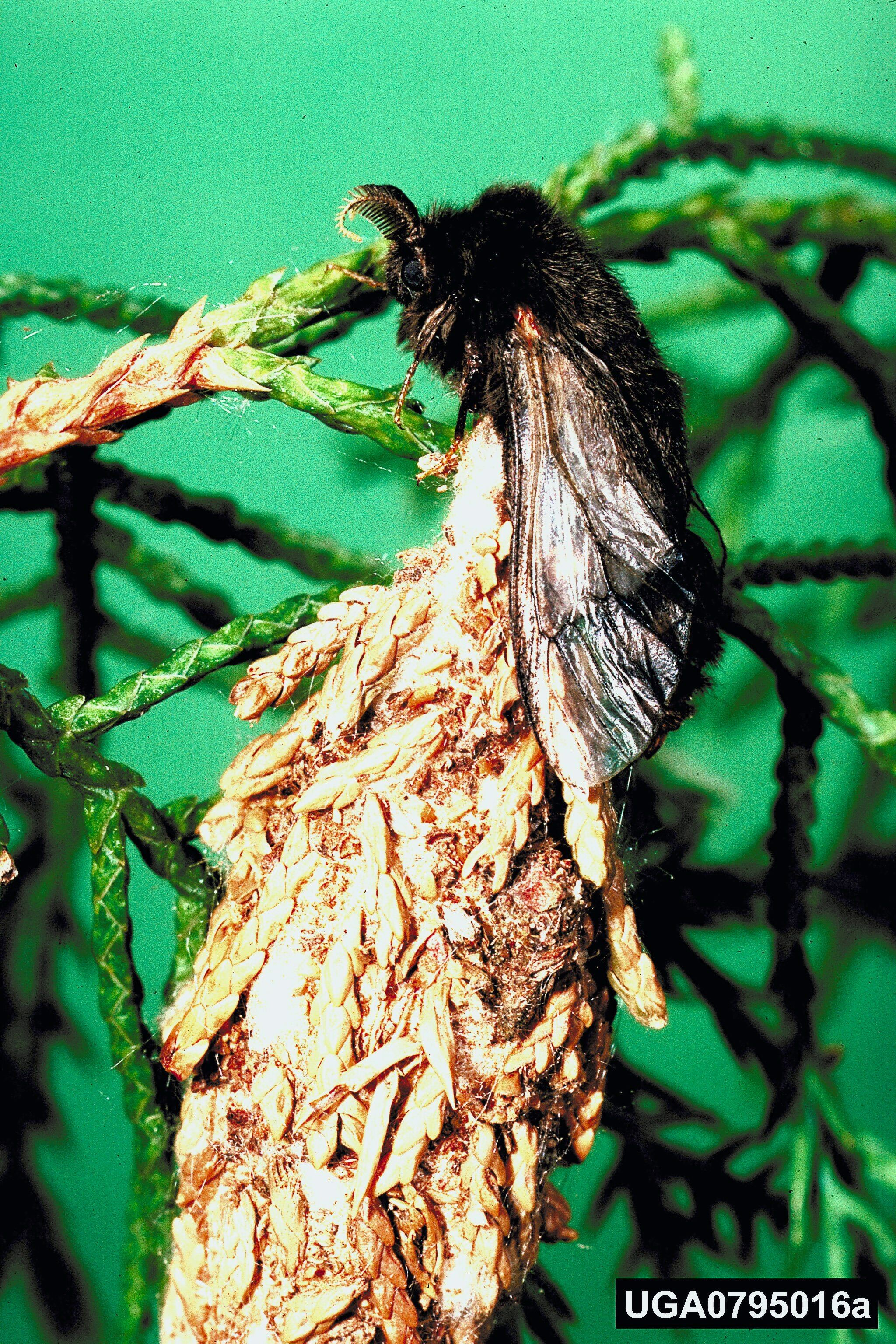
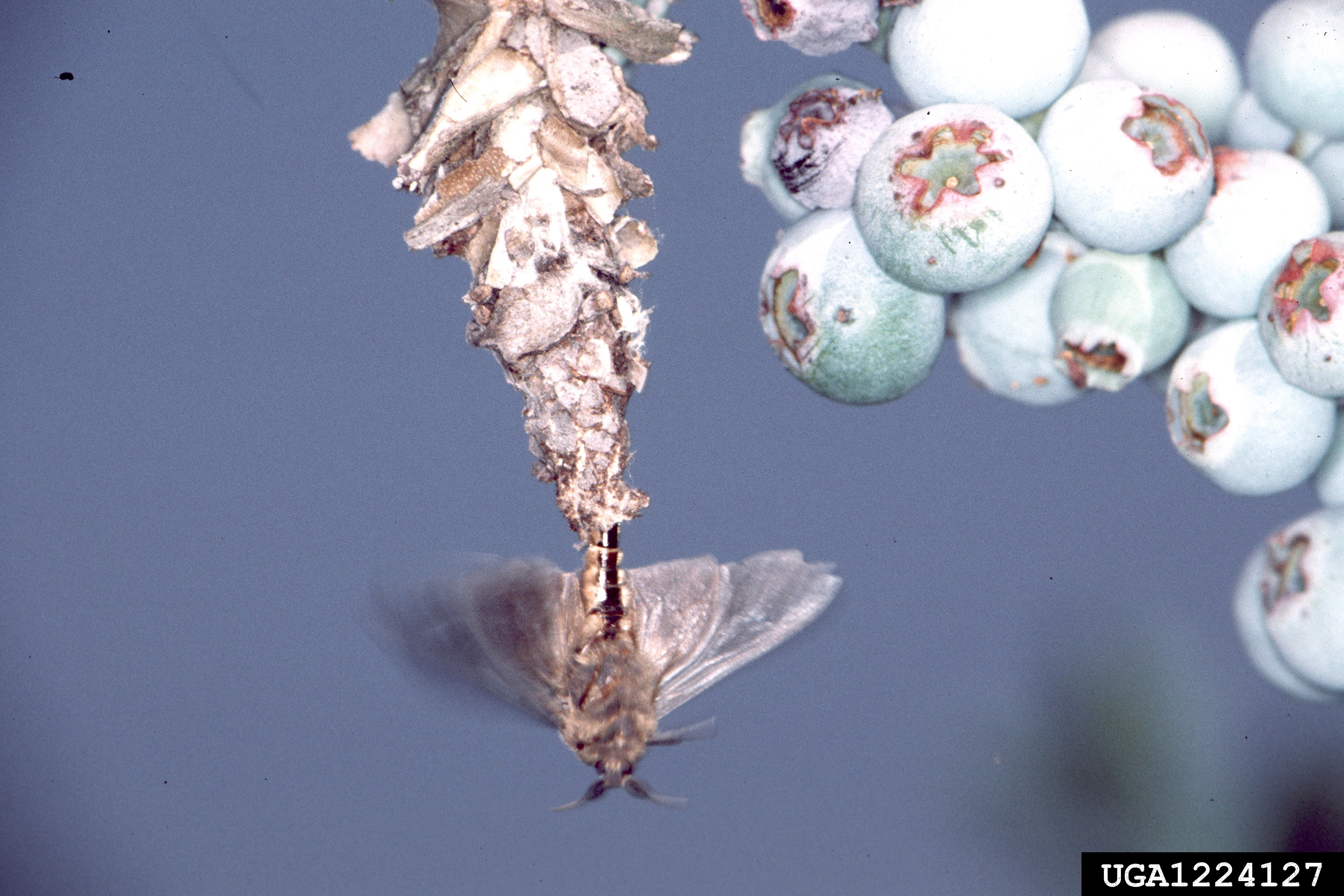